# Fluoruro di uranile
Il fluoruro di uranile è un composto inorganico dell'uranio con formula UO2F2; è un prodotto intermedio nella conversione tramite idrolisi dell'esafluoruro di uranio (UF6) in ossido di uranio o nella forma metallica dell'uranio; si forma anche quando l'esafluoruro di uranio reagisce con l'umidità atmosferica:
{\displaystyle {\ce {UF6 \ + \ 2 H2O -> UO2F2 \ + \ 4 HF}}}

## Proprietà
Il fluoruro di uranile è un solido giallo chiaro e verdastro la cui intensità del colore varia leggermente. Il fluoruro di uranile cristallino è solo leggermente igroscopico. Al di sopra di 300 °C, il fluoruro di uranile si decompone in acido fluoridrico (HF) e triossido di uranio (UO3) od octaossido di triuranio (U3O8), a seconda della temperatura e della pressione dell'ossigeno.Come mostrato dalla cristallografia a raggi X, i centri dell'uranile (UO22+) sono completati da sei ligandi di fluoruro.

## Tossicità
La tossicità acuta è principalmente dovuta agli ioni fluoruro (fluorosi) del composto. Come tutti i composti dell'uranio, il fluoruro di uranile è molto tossico. La sua radioattività gioca un ruolo minore in termini di pericolo, anche se alcune precauzioni dovrebbero essere prese quando nel composto è presente uranio arricchito, poiché l'uranio naturale è un emettitore alfa. La sostanza è corrosiva e pericolosa per inalazione, ingestione o contatto con la pelle. L'incorporazione per inalazione o ingestione può avere effetti devastanti sull'organismo ele conseguenze potrebbero essere ritardate nel tempo.